# Majorisierungsprinzip von Hardy-Littlewood-Pólya
Das Majorisierungsprinzip von Hardy-Littlewood-Pólya (englisch Hardy-Littlewood-Pólya majorization principle) ist ein Lehrsatz des mathematischen Teilgebiets der Analysis, der aus einer Arbeit der drei Mathematiker Godfrey Harold Hardy, John Edensor Littlewood und George Pólya aus dem Jahre 1929 hervorgeht. Darin werden Bedingungen behandelt, unter denen konvexe reelle Funktionen eine gewisse Ungleichung erfüllen. Diese Ungleichung wurde im Jahre 1932 ebenfalls von dem jugoslawischen Mathematiker Jovan Karamata gefunden, weswegen sie auch Ungleichung von Karamata (englisch inequality of Karamata) genannt wird. Zahlreiche Mathematiker – wie László Fuchs und Alexander Markowitsch Ostrowski – haben Verallgemeinerungen angegeben, während Ky Fan und George G. Lorentz eine „stetige Version“ davon fanden. Das Majorisierungsprinzip und die verwandten Resultate spielen eine wichtige Rolle in der Matrizentheorie, der Wahrscheinlichkeitstheorie und der Mathematischen Statistik.

## Formulierung
Das Majorisierungsprinzip lässt sich wie folgt angeben:
Gegeben seien ein reelles Intervall {\displaystyle I} und darin ( für eine natürliche Zahl {\displaystyle n\geq 2} ) reelle Zahlen {\displaystyle x_{1},\ldots ,x_{n},y_{1},\ldots ,y_{n}\in I} , so dass die folgenden Ungleichungen erfüllt sind:
{\displaystyle {\begin{aligned}x_{1}&{\geq }\ldots \geq x_{n-1}\geq x_{n}\\y_{1}&{\geq }\ldots \geq y_{n-1}\geq y_{n}\\y_{1}&{\geq }x_{1}\\y_{1}+y_{2}&{\geq }x_{1}+x_{2}\\&{.}\\&{.}\\&{.}\\y_{1}+\dots +y_{n-1}&{\geq }x_{1}+\dots +x_{n-1}\\y_{1}+\dots +y_{n}&=x_{1}+\dots +x_{n}\\\end{aligned}}}
Sei weiterhin {\displaystyle f\colon I\to \mathbb {R} } eine stetige Funktion, deren Einschränkung {\displaystyle f|_{I^{\circ }}} auf das Innere des Intervalls Jensen-konvex ist.
Dann gilt: 
{\displaystyle {\begin{aligned}f(y_{1})+\dots +f(y_{n})&{\geq }f(x_{1})+\dots +f(x_{n})\\\end{aligned}}}

## Folgerung
Mit dem Majorisierungsprinzip lässt sich die folgende Ungleichung gewinnen, die aus einer Arbeit von V. K. Lim aus dem Jahre 1971 hervorgeht:
Ist oben {\displaystyle I=[0,\infty )} und erfüllt die reelle Funktion {\displaystyle f\colon I\to \mathbb {R} } die genannten Bedingungen, so gilt für je drei reelle Zahlen {\displaystyle a\geq 0,b\geq 0,c\geq a+b} stets die Ungleichung
{\displaystyle f(a)+f\left(b+c\right)\geq f\left(a+b\right)+f(c)}  .
Im Falle der Funktion {\displaystyle x\mapsto f(x)=x^{r}\;(x\geq 0)} zu dem reellen Exponenten {\displaystyle r\geq 1} spricht man hier auch von der Ungleichung von Lim (englisch Lim's inequality ).